# Circondario di Rheingau-Taunus
Il circondario di Rheingau-Taunus è uno dei circondari dello stato tedesco dell'Assia.
Fa parte del distretto governativo di Darmstadt.

## Città e comuni
(Abitanti al 31 dicembre 2022)
| Comuni del circondario | Città 1. Bad Schwalbach (11 430) 2. Eltville sul Reno (17 112) 3. Geisenheim (11 699) 4. Idstein (25 554) 5. Lorch (4 017) 6. Oestrich-Winkel (11 823) 7. Rüdesheim am Rhein (10 054) 8. Taunusstein (30 810) | Comuni 1. Aarbergen (6 374) 2. Heidenrod (7 927) 3. Hohenstein (6 235) 4. Hünstetten (10 496) 5. Kiedrich (4 074) 6. Niedernhausen (14 845) 7. Schlangenbad (6 481) 8. Waldems (5 160) 9. Walluf (5 523) |